# Anatole Amoudru
Pour les articles homonymes, voir Amoudru.
Anatoile Amoudru, né le 6 janvier 1739, à Dole, et mort le 8 mars 1812, dans la même ville, est un architecte classique, magistrat, homme politique et érudit français.

## Biographie

### Origines
Le patronyme Amoudru semble avoir pour origine le prénom d'une personne d'origine germanique, Amaldrud. 
Il se compose des racines amal, signifiant zélé, et drud, ami fidèle. 
Il se rencontre essentiellement en Franche-Comté et dans le département rhônalpin de l'Isère. 

### Premières années
Anatoile Amoudru naît le 6 janvier 1739, à Dole, en Franche-Comté.
Il est le fils de Guillaume Amoudru, arpenteur royal en la maîtrise des eaux et forêts, et de Philippe Françoise Delaporte.
Anatoile Amoudru fait ses humanités dans l'illustre collège de l'Arc, à Dole, sa ville natale. 
Il passe ensuite deux ans chez un architecte à Dijon, en Bourgogne, avant de gagner Paris pour suivre les enseignements des architectes Jean-François Blondel et Victor Louis.
En 1764, il achève sa formation à Varsovie, en Pologne, auprès de ce dernier, appelé pour concevoir les plans et superviser les travaux des palais des familles Branicki, Czartoryski, Scapicala, et du roi Stanislas II de Pologne.
De retour en France, l'année suivante, Anatoile Amoudru réalise le château du Fresne, à Authon, dans l'Orléanais, son premier grand projet d'architecte.

### Mariage
Le 24 octobre 1771, Anatoile Amoudru épouse, à Dole, Jeanne Françoise Lachiche, nièce de Claude-Quentin Lachiche, ingénieur et premier auteur du projet du canal de jonction du Rhône au Rhin.

### Mort et postérité
Anatoile Amoudru s'éteint à Dole (Jura), le 8 mars 1812, à l'âge de 73 ans.
Une rue lui est dédiée dans sa ville natale.

## Vie professionnelle

### L'architecte

#### Les dessins d'architecture
S'il réalise quelques édifices civils notables, tels qu'en Orléanais, le château de plaisance du Fresne (1765), à Authon, ou en Franche-Comté, la maison Muiron (1778), à Besançon, la fontaine des Ormois (1780), à Soing, et le lavoir de Ray-sur-Saône (après 1800), Anatoile Amoudru est surtout connu pour avoir dessiné les plans et supervisé les chantiers de nombreuses édifications religieuses, dans la partie nord-est de la Franche-Comté d'alors. 
Peuvent-être citées parmi elles, dans l'ordre chronologique;
dans le bailliage d'Amont (actuel département de la Haute-Saône):
- l'église Sainte-Cécile (1769)[10], à Autoreille;
- l'église Saint-Antoine (1771-1774)[11], à Frasne-le-Château;
- l'église de l'Assomption (1776)[12], à Noidans-lès-Vesoul;
- le presbytère (1776)[13], à Jonvelle;
- l'église Saint-Pierre et Saint-Paul (1777)[14], à Sauvigney-lès-Pesmes;
- l'église de l'Assomption (1777-1783)[15], à Cemboing;
- l'église Saint-Barthélemy (Chœur, sacristie et tourelle d'escalier du clocher)[16], à Chancey;
- l'église Saint-Maurice (1778-1784)[17], à Brussey;
- la croix de cimetière (1781)[18], à Igny;
- la croix monumentale (1781)[19], à l'église de Soing-Cubry-Charentenay;
- l'église Saint-Brice (1782-1784), à Saint-Bresson;
- l'église Saint-Loup (1785-1790), à Saint-Loup-sur-Semouse[20];
- l'église Saint-Léger (1787-1791)[21], à Bresilley;
- l'église Saint-Léger (1789)[22], à Neurey-en-Vaux
- l'église Sainte Marie-Madeleine (1777-1780), à Pomoy

dans le bailliage de Besançon (Besançon et sa proche périphérie) :
- - l'église de la Place du Marché (1788)[23], à Rougemont

et dans le bailliage du Milieu (actuels Bas-Jura et Bas-Doubs) :
- l'église Sainte-Catherine (1780-1786)[24], à Bersaillin;
- l'église Sainte-Croix (1772-1777)[25], à Chevigny.

#### Les dessins d'ameublement
L'esprit foisonnant d'Anatoile Amoudru ne se limite pas à réalisation de dessins d'architecture mais fait aussi de très nombreux dessins d'ameublement pour les intérieurs des églises dont il supervise la construction. 
Peuvent être cités, par ordre chronologique, les dessins :  
- du tabernacle (1770) de l'église Saint-Antoine de Frasne-le-Château[26];
- de l'armoire à bannières[27] et meuble de sacristie[28] (1775), de l'église Saint-Étienne de Cresancey;
- d'une partie du mobilier (1780) de l'église Saint-Étienne d'Authoison, comprenant bancs[29], confessionnaux[30], boiseries et stalles[31], retable des fonts baptismaux et bas-relief du baptême du Christ[32], retable et tableau (Saint-Roch et Saint-Sébastien) du maître-autel[33], et meubles de sacristie[34],[35];
- de l'ensemble du maître autel (1780) de l'église Sainte-Trinité de Vadans[36];
- du maître-autel (1781) de l'église Saint-Valère de Villers-Vaudey[37];
- du maître-autel (1784)[38], autel et retable secondaires[39] de l'église Saint-Ferréol et Saint-Ferjeux de Chenevrey;
- des confessionnaux (1784) de l'église de l'Assomption de Combeaufontaine[40];
- de l'ensemble du maître-autel et de la clôture de chœur (1784) de l'église Saint-Marcel de Sauvigney-lès-Gray[41];
- du mobilier (1784) de l'église Saint-Pierre-ès-Liens de Vy-lès-Rupt, comprenant bancs[42], coffre à archives[43], ensemble du maître-autel[44], 2 autels et retables secondaires[45], grille de communion[46] et chaire (1786)[47].
- de l'ensemble du maître-autel[48] et grille de communion (1785)[49] de l'église Saint-Prudent de Champlitte;
- de la chaire (1785) de l'église Saint-Martin de Citers[50];
- de la clôture de chœur (1785)[51] et de l'ensemble du maître-autel (1786-1788)[52] de l'église Saint-Christophe de Francourt;
- du mobilier (1785) de l'église Saint-Étienne de Lieucourt, comprenant 6 chandeliers et 1 croix d'autel[53], ensemble du maître-autel[54], clôture de chœur[55], chaire[56], et confessionnal[57];
- du confessionnal de l'église Saint-Pierre et Saint-Paul de Broye-Aubigney-Montseugny[58];
- du maître-autel[59] et de la clôture de chœur (1785))[60]de l'église de Recologne-lès-Rioz;
- des confessionnaux[61],[62] et de la clôture de chœur (v.1785)[63] de l'église d'Igny;
- des bancs (v.1785) de l'église Saint-Pierre de Lavigney[64]
- des confessionnaux (v.1785) de l'église Saint-Nicet de Mailley-et-Chazelot[65];
- du confessionnal (v.1785) de l'église Saint-Jérôme de Mercey-sur-Saône[66];
- de la clôture de chœur[67] et des confessionnaux (v.1785)[68] de l'église Saint-Vincent de Meurcourt;
- de la chaire (v.1785) de l'église Saint-Martin de Montagney[69];
- des clôtures de chapelle (v.1785) de l'église Saint-Martin de Scey-sur-Saône-et-Saint-Albin[70];
- du confessionnal (v.1785) de l'église de la Nativité-de-Notre-Dame de Vauvillers[71];
- d'une partie du mobilier (1786) de l'église Saint-Pierre-et-Saint-Paul de Battrans, comprenant retable du maître-autel[72], autels et retables secondaires[73],[74];
- des bancs (1786) de l'église de l'Assomption de Montot[75];
- de l'ensemble du maître-autel (1786) de l'église de la Nativité-de-Notre-Dame de Venère[76];
- et de la clôture de chœur (1788) de l'église de la Nativité-de-Saint-Jean-Baptiste de Oyrières)[77].

### L'homme politique
Anatoile Amoudru devient le premier maire élu de Dole, en 1790, et est réélu l'année suivante.

À l'issue de son dernier mandat, craignant de ne pouvoir satisfaire les vœux de ses concitoyens, il décide d'abandonner la mairie au profit du tribunal du district de Dole, duquel il devient juge. 

### L'homme de loi
De retour à Dole, en 1775, Anatoile Amoudru y étudie le droit, puis entre, comme avocat, au Parlement de Besançon. Il exerce peu de temps cette profession qu'il quitte au profit de la charge d'Architecte de la maîtrise des eaux et forêts pour les provinces de l'Est, qu'il occupe jusqu'en 1789.

En outre, de 1792 à 1797, Anatole Amoudru exerce la profession de juge, au tribunal du district de Dole, puis démissionne pour se consacrer à la réalisation du cadastre de la ville. 

### Le géomètre et métrologue
De 1797 à 1808, Anatoile Amoudru réalise le cadastre parcellaire de la commune de Dole, soit dix ans avant que le cadastre napoléonien ne soit institué par la loi du 15 décembre 1807.
 
Il établit, en outre, en 1808, les rapports des anciennes mesures agraires, en vigueur en Franche-Comté, d'abord entre elles, puis avec le nouveau système métrique, adopté par l'Assemblée constituante, en 1790.

### L'historien
Comme la plupart des érudits de son époque, Anatoile Amoudru s'intéresse à l'histoire locale et rédige une Notice sur la ville de Dôle manuscrite, dans laquelle il avance les raisons qui le pousse à croire, à l'instar de nombreux historiens dolois, que     la ville est construite sur l'emplacement du Didatium de la Gaule de Ptolémée, quand d'autres la place plutôt vers Besançon. 

### Ouvrages
- Brune Paul (Abbé), Dictionnaire des artistes et ouvriers d'art de la France, volume Franche-Comté, Éditions provinciales, Bourg-en-Bresse, 1992 (1re édition 1912).
- Michaud Joseph François et Michaud Louis Gabriel (dir.), Biographie universelle, ancienne et moderne, volume 56, L.G. Michaud, Paris, 1834.